# シルベストレ・イゴア
シルベルトレ・イゴア（Silvestre Igoa, 1920年9月5日 - 1969年5月31日）は、スペイン・ギプスコア県サン・セバスティアン出身のサッカー選手。ポジションはミッドフィールダー。スペイン代表。

## 経歴

### クラブ経歴
1920年にギプスコア県サン・セバスティアンに生まれた。1941年から1950年までバレンシアCFでプレー。トップチームデビューした1941-42シーズンと1943-44シーズンにプリメーラ・ディビシオンで優勝したが、イゴアの出場試合数は3試合と8試合にとどまっている。1941-42シーズン・1943-44シーズンともにチーム得点王はエドムンド・スアレスであり、その他にはギジェルモ・ゴロスティサなどがいた。1946-47シーズンは全26試合にフル出場して8得点し、3度目のプリメーラ・ディビシオン優勝を飾った。1948-49シーズンにはコパ・デル・レイで優勝し、1949年にはスーパーカップであるコパ・エバ・ドゥアルテで優勝した。1949-50シーズンは22得点を挙げ、25得点のサラに次いで得点ランキング2位となった。
1950年から1956年まで故郷のレアル・ソシエダでプレーした。1952-53シーズンは20得点を挙げ、サラ、トマス・モレーノ、フリアン・アルカス・サンチェス、アドリアン・エスクデロに次いで得点ランキング5位となった。イゴア在籍時のレアル・ソシエダは順位表の中位から下位に位置し、優勝争いに加わることはなかった。プリメーラ・ディビシオンの2クラブで記録した計141得点は、2017年にアリツ・アドゥリスに抜かれるまでギプスコア県出身者としての最多得者であり続けた。
1956年にセグンダ・ディビシオン（2部）のグラナダCFに移籍し、1956-57シーズンは23試合に出場して12得点。グラナダCFをプリメーラ・ディビシオン昇格に導いてから、1957年に現役を引退した。

### 代表経歴
スペイン代表としては10試合出場7得点という成績を残しており、1950年にブラジルで開催された1950 FIFAワールドカップに出場して2得点を挙げた。グループリーグ初戦のアメリカ合衆国代表戦でスペイン代表は先制を許したが、81分のイゴアの得点で1-1の同点に追いつき、83分のエスタニスラオ・バソラの得点、89分のテルモ・サラの追加点によって、スペイン代表が3-1で勝利した。この大会のアメリカ合衆国代表は、つづくイングランド代表戦で「FIFAワールドカップ史上最大の番狂わせ」とされる1-0の勝利を収めている。この大会の決勝ラウンドはウルグアイ代表、開催国のブラジル代表、スウェーデン代表、スペイン代表の4か国による総当たり戦で行われた。2戦目のブラジル代表戦では、0-6とされた後の71分に1-6となる得点を決めた。この大会での2得点という成績は、4得点のバソラとサラに次いで、スペイン代表で3番目の成績だった。

## 家族
13歳年下の弟、アントニオ・イゴアもミッドフィールダーとしてプレーしたサッカー選手であり、アントニオは1954年から1962年まで、SDエイバル、レアル・ソシエダ、セルタ・デ・ビーゴでプレーした。

## 個人成績

### クラブでの出場成績
| 所属クラブ       | リーグ            | シーズン | 出場成績 | 出場成績 |
| 所属クラブ       | リーグ            | シーズン | 出場     | 得点     |
| ---------------- | ----------------- | -------- | -------- | -------- |
| バレンシアCF     | プリメーラ（1部） | 1941-42  | 3        | 2        |
| バレンシアCF     | プリメーラ（1部） | 1942-43  | 13       | 5        |
| バレンシアCF     | プリメーラ（1部） | 1943-44  | 8        | 1        |
| バレンシアCF     | プリメーラ（1部） | 1944-45  | 25       | 12       |
| バレンシアCF     | プリメーラ（1部） | 1945-46  | 20       | 4        |
| バレンシアCF     | プリメーラ（1部） | 1946-47  | 26       | 8        |
| バレンシアCF     | プリメーラ（1部） | 1947-48  | 25       | 15       |
| バレンシアCF     | プリメーラ（1部） | 1948-49  | 21       | 12       |
| バレンシアCF     | プリメーラ（1部） | 1949-50  | 26       | 22       |
| レアル・ソシエダ | プリメーラ（1部） | 1950-51  | 30       | 11       |
| レアル・ソシエダ | プリメーラ（1部） | 1951-52  | 30       | 14       |
| レアル・ソシエダ | プリメーラ（1部） | 1952-53  | 30       | 20       |
| レアル・ソシエダ | プリメーラ（1部） | 1953-54  | 5        | 1        |
| レアル・ソシエダ | プリメーラ（1部） | 1954-55  | 0        | 0        |
| レアル・ソシエダ | プリメーラ（1部） | 1955-56  | 21       | 14       |
| グラナダCF       | セグンダ（2部）   | 1956-57  | 23       | 12       |
| 通算             | 通算              | 通算     | 306      | 153      |

## スペイン代表での得点
| #  | 日付          | 都市             | スタジアム             | 相手           | スコア | 結果 | 大会                    |
| -- | ------------- | ---------------- | ---------------------- | -------------- | ------ | ---- | ----------------------- |
| 1. | 1948年5月30日 | バルセロナ       | ムンジュイック         | アイルランド   | 1–1    | 2–1  | 親善試合                |
| 2. | 1948年5月30日 | バルセロナ       | ムンジュイック         | アイルランド   | 2–1    | 2–1  | 親善試合                |
| 3. | 1948年6月20日 | チューリッヒ     | ハルトトゥルム         | スイス         | 0–2    | 3–3  | 親善試合                |
| 4. | 1948年6月20日 | チューリッヒ     | ハルトトゥルム         | スイス         | 2–3    | 3–3  | 親善試合                |
| 5. | 1949年6月12日 | ダブリン         | ダリーマウント・パーク | アイルランド   | 1–4    | 1–4  | 親善試合                |
| 6. | 1950年6月25日 | クリチーバ       | ドゥリヴァル・ブリット | アメリカ合衆国 | 1–1    | 3–1  | 1950 FIFAワールドカップ |
| 7. | 1950年7月13日 | リオデジャネイロ | マラカナン             | ブラジル       | 6–1    | 6–1  | 1950 FIFAワールドカップ |

## タイトル
バレンシアCF
- プリメーラ・ディビシオン(3) : 1941–42, 1943–44, 1946–47
- コパ・デル・レイ(1) : 1948–49
- コパ・エバ・ドゥアルテ(1) : 1949